# Mamerco de Catania
Mamerco (griego: Μάμερκος) fue tirano de Catania, cargo que ocupaba cuando Timoleón desembarcó en Sicilia en 344 a. C. Parece que era de origen samnita y había alcanzado la tiranía como comandante de mercenarios.
Era un hombre guerrero que poseía una gran riqueza. Tras la derrota de Hicetas I en Adrano ante Timoleón, Mamerco se alió con el vencedor. En cuanto Timoleón se tuvo dueño de Siracusa y derrotó a los cartagineses en la gran batalla del Crimiso (340 a. C.) Mamerco empezó a temer que podía ser el próximo, y se alió con Hicetas (ahora Hicetas de Leontinos) y los cartagineses; inicialmente obtuvieron algún éxito y derrotaron a un pequeño ejército mercenario siracusano, pero después Hicetas fue derrotado por Timoleón que pronto lo capturó; a continuación Timoleón marchó contra Catania y Mamerco salió a hacerle frente pero fue derrotado, los cartagineses hicieron un tratado de paz con el líder siracusano.
Mamerco se vio así sin aliados y huyó a Mesina, donde se refugió con el tirano Hipo. Timoleón le siguió y asedió Mesina por tierra y mar. Hipo huyó y Mamerco finalmente se rindió, a cambio de un juicio regular, pero una vez prisionero fue conducido a la asamblea del pueblo que le condenó a muerte como un criminal vulgar.